# Mus spretus
Mus spretus е вид бозайник от семейство Мишкови (Muridae).

## Разпространение
Видът е разпространен в Алжир, Испания (Балеарски острови), Либия, Мароко, Португалия, Тунис и Франция.